# 斯潘塞 (紐約州村)
斯潘塞（英語：Spencer）是位於美國紐約州泰奧加縣的村。

## 人口
根據2020年美國人口普查的數據，斯潘塞的面積為2.72平方千米，當中陸地面積為2.68平方千米，而水域面積為0.04平方千米。當地共有人口719人，而人口密度為每平方千米264人。